# Balta pilosa
Balta pilosa är en kackerlacksart som först beskrevs av Salazar 2004.  Balta pilosa ingår i släktet Balta och familjen småkackerlackor.
Artens utbredningsområde är Colombia. Inga underarter finns listade.